# Siebert Sie 3
Die Siebert Sie 3 ist ein einsitziges Segelflugzeug des Flugzeugherstellers Paul Siebert.

## Geschichte
Die Vorgängerausführung Ka 6 CR wurde von Paul Siebert in Lizenz gefertigt. Als Schleicher die Lizenz für die Ka 6 E verwehrte, entschloss sich Paul Siebert, die Sie 3 vom Konstrukteur Wilhelm Kürten entwickeln zu lassen. Das Flugzeug wurde zwischen 1970 und 1975 in 27 Exemplaren gebaut. Die letzten Baunummern wurden überwiegend als Bausätze verkauft, von denen viele in die Niederlande gingen. In Deutschland gibt es noch 6 zugelassene Sie 3.

## Konstruktion
Die Siebert Sie 3 war ein Flugzeug der Standard-Klasse (später Club-Klasse) mit 15 m Spannweite und einem einzelnen, nicht einziehbaren Rad. Die Konstruktion basiert auf der Schleicher Ka 6 in der Ausführung Ka 6 E, hat aber ein stärker gepfeiltes Leitwerk mit Pendel-Höhenruder. Die Cockpithaube ist steckbar ausgeführt, obwohl später mindestens zwei Flugzeuge auf Klapphauben umgerüstet wurden. Das Flugzeug ist ein freitragender Hochdecker mit einem konventionellen Höhenleitwerk als Pendelruder. Der eigentliche Unterschied zur Ka 6 E ist das stärker gepfeilte Leitwerk und die längere eingestrakte Steckhaube. Es existierten zwei Prototypen, die eine runde Nase und einen kleineren Einstellwinkel hatten. Die Sie 3 besitzt als Konstruktionsmerkmal den damals neuen Rechteck-Trapezflügel mit Wortmann-Profil (FX61-184).

## Technische Daten
| Kenngröße             | Daten                    |
| --------------------- | ------------------------ |
| Konstrukteur          | Wilhelm Kürten           |
| Flügelprofil          | Wortmann-Profil FX61-184 |
| Länge                 | 6,68 m                   |
| Spannweite            | 15,00 m                  |
| Wasserballast         | –                        |
| Rüstmasse             | 210 kg                   |
| max. Startmasse       | 340 kg                   |
| Gleitzahl             | 34,3 bei 90 km/h         |
| Geringstes Sinken     | 0,71 m/s                 |
| Höchstgeschwindigkeit | 200 km/h                 |